# هنري إف. فيليبس
هنري إف. فيليبس (بالإنجليزية: Henry F. Phillips)‏ هو مخترع وشخصية أعمال أمريكي، ولد في 4 يونيو 1890، وتوفي في 13 أبريل 1958.